# Vera Inber
Vera Mihailovna Inber (în rusă: Вера Инбер, n. 10 iulie 1890, Odessa - d. 11 noiembrie 1972) a fost o scriitoare rusă.
A scris o lirică simbolistă sau de tip narativ, având ca argument voiajul spiritual în istorie.
Vera Inber a fost membră a Partidului Comunist al URSS din 1943 și a fost decorată cu Premiul Stalin în 1946.

## Opera
- 1914: Vinul trist ("Печальное вино")
- 1917: Amara desfătare ("Горькая услада")
- 1925: Scop și drum ("Цель и путь")
- 1925: Povestiri ("Рассказы")
- 1939: Jurnal de călătorie ("Путевой дневник")
- 1942: Meridianul de la Pulkovo ("Пулковский меридиан")
- 1945: Acum trei ani. Jurnal leningrădean ("Почти три года")
- 1951: Calea apelor ("Путь воды")
- 1957: Inspirație și măiestrie ("Вдохновение и мастерство").